# أندرياس ستاماتيس
أندرياس ستاماتيس (باليونانية: Ανδρέας Σταματής)‏ هو لاعب كرة قدم يوناني في مركز الهجوم، ولد في 12 مايو 1993 في أثينا في اليونان. لعب مع أيك أثينا ونادي بانيونيوس.

## وصلات خارجية
- أندرياس ستاماتيس على موقع قاعدة بيانات كرة القدم.إي يو (الإنجليزية)
- أندرياس ستاماتيس على موقع Soccerway.com (الإنجليزية)